# Gustav Cassel
Karl Gustav Cassel, né le 20 octobre 1866 à Stockholm et mort le 14 janvier 1945 à Jönköping, était un économiste suédois et professeur d'économie à l'université de Stockholm.

## Biographie
Karl Gustav Cassel est né le 20 octobre 1866 à Stockholm. Il étudie à Uppsala puis à Stockholm.

## Travaux
Le point de vue de Cassel sur la réalité économique était enraciné dans l'économie classique et dans les écoles suédoises comme l'école de Stockholm. Il a travaillé sur les problèmes monétaires internationaux. Il est surtout connu pour le concept de parité de pouvoir d'achat,.

## Postérité
Einzig écrit à son propos dans Nature : « Il ne fait aucun doute que Cassel était l'une des figures marquantes de la science économique au cours de la période de l'entre-deux-guerres. »